# Bajo Belgrano

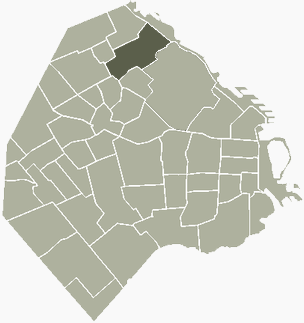
Plano de situación del barrio de Belgrano en la Ciudad de Buenos Aires.

El Bajo Belgrano, denominado Belgrano Chico por desarrolladores inmobiliarios, es una parte del barrio de Belgrano de la ciudad de Buenos Aires, que se extiende bajando desde las Barrancas de Belgrano desde las vías del Ferrocarril Bartolomé Mitre hasta el Río de la Plata y desde donde termina el barrio de Palermo (continuación de la calle Zabala, Av. Valentín Alsina, Avenida Figueroa Alcorta, La Pampa altura 500, bajando hasta el Río de la Plata) hasta el límite con el barrio de Núñez (Av. Congreso, Av. Udaondo).
Dentro de este sector de Belgrano se encuentra el denominado Barrio River.
Varios historiadores coinciden en remarcar que el límite tanto del Bajo Belgrano como del barrio mismo no está delimitado históricamente por la calle Zabala, sino por la avenida Olleros. Esta es una fuerte posición con base en que hasta dicha avenida estaba afincada la quinta del escritor José Hernández, ilustre vecino del por entonces Pueblo de Belgrano, en contraposición a una arbitraria ley de la década de 1970 que fijó el catastro del barrio en la calle Zabala, sin fundamentos que avalasen el cambio del límite que se remontaba al siglo XIX. Al delimitar de esa manera, el histórico predio de la quinta de José Hernández quedaba dividido una parte en el barrio de Palermo y otra en Belgrano, cuando este solar siempre fue un claro referente de Belgrano.

## Historia

### Origen

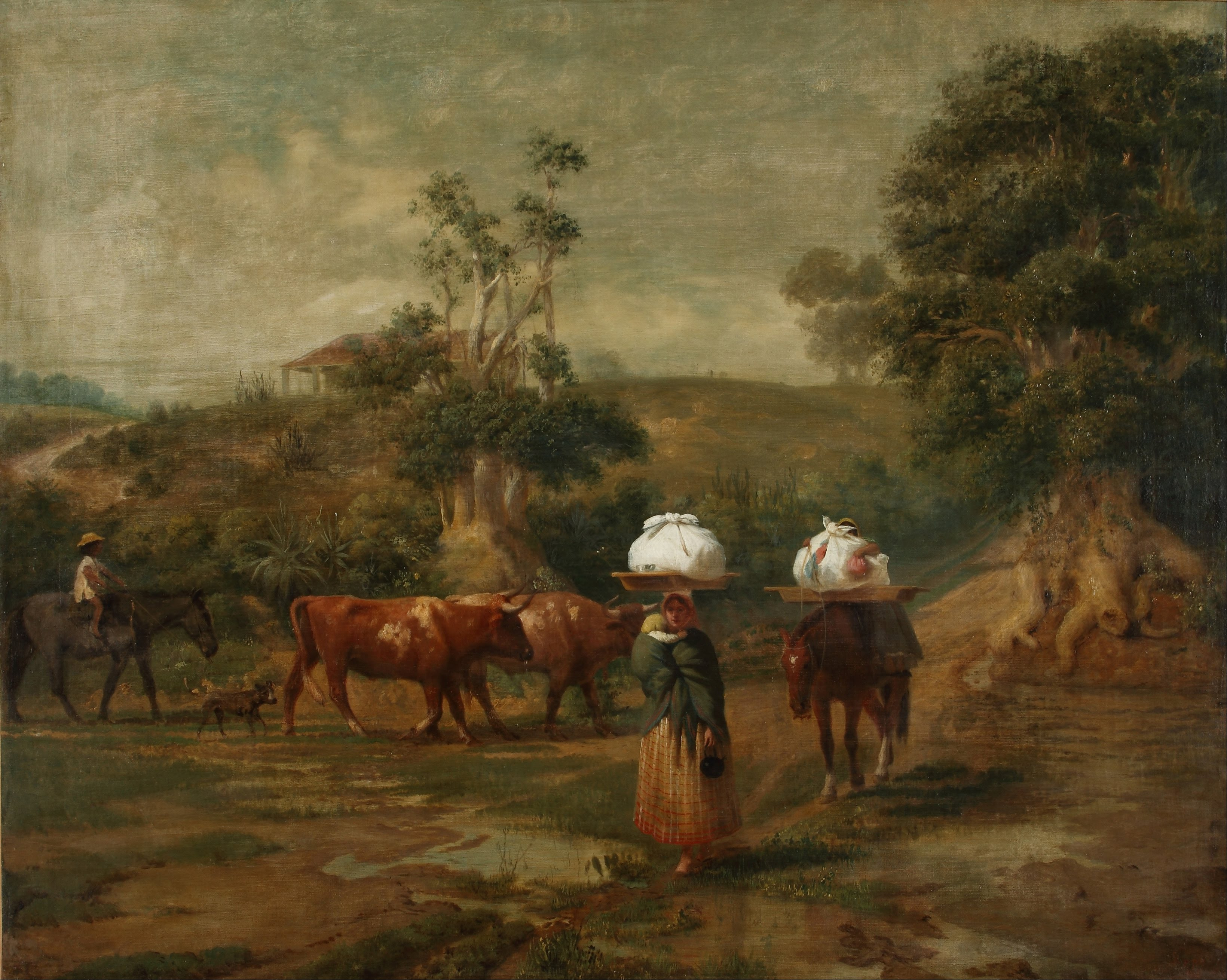
Lavanderas en el Bajo de Belgrano. Pintura de Prilidiano Pueyrredón de 1865.

La zona baja del barrio de Belgrano, al igual que toda la costa entre Palermo y San Fernando, era originalmente un área pantanosa, cubierta de juncos, que siempre se inundaba con las crecidas del Río de la Plata.
Este paisaje recién comenzó a cambiar en la segunda mitad del siglo XIX, con la construcción de los terraplenes del Ferrocarril del Norte (hoy Ferrocarril Mitre). Con la llegada del tren desaparecieron los juncos de la costa de Palermo y surgieron los primeros asentamientos en el bajo de Belgrano. Muchos de estos primeros habitantes fueron «junqueros» que se trasladaban desde la zona de Palermo para poder continuar con su trabajo. Por aquel entonces los juncos eran utilizados por los quinteros para atar verduras. Para poder recolectar los juncos era necesario esperar a que el río creciera.
Los pobladores originales de la zona del Bajo Belgrano fueron gentes de menores recursos que, sin título de propiedad, se establecieron en humildes viviendas. Como se trataba principalmente de tierras fiscales inundables, las autoridades inicialmente no se opusieron a su ocupación. Allí habitaban numerosos españoles e italianos, que trabajaban en las instalaciones de Obras Sanitarias de la Nación o en la Municipalidad, aunque la gran mayoría se dedicaba a la pesca o a la recolección de juncos. Paralelamente, las mujeres del Bajo lavaban y cosían para las familias de la zona alta.
Sobre el Arroyo Vega (hoy entubado), a la altura de la calle Dragones, se levantaban varios ranchos donde vivían pescadores que se deslizaban en bote por las aguas del arroyo hasta desembocar en el Río de la Plata y en el delta del Paraná. Este lugar, que también era utilizado por los junqueros para dejar sus embarcaciones era llamado «Puerto Currinche», ya que el dueño de esa quinta era don Alejandro Orezzoli, a quien llamaban, precisamente, «churrinche».
El 24 de septiembre de 1914, el arzobispo de Buenos Aires, monseñor Mariano Antonio Espinosa, erigió la parroquia de Nuestra Señora de las Mercedes, la cual fue confiada a la Congregación de los Religiosos Asuncionistas. El primer párroco fue Roman Haitman (1869-1941), nacido en Francia y llegado a la Argentina en 1910, el cual realizó en la zona una destacada acción evangélica y social que durante décadas fue recordada por los habitantes del barrio.
Otra Congregación importante era la de Hijas de Santa Ana, quienes bajo la vigorosa personalidad María Josefa Coccia, comenzaron atendiendo un asilo de huérfanas, luego fundaron junto al padre Roman la Academia Santa Teresita (1924), que dio origen a cursos de instrucción y orientación para adolescentes, a los Talleres de Arte, a un jardín de infantes y a una escuela primaria. Con el tiempo fueron adquiriendo terrenos linderos y realizaron sucesivas construcciones que se extendieron hasta 1940.

### Años 40 y 50
En los años 40, la ciudad continuó creciendo sobre el Río de la Plata: para aquel entonces, la costa del río a la altura de Belgrano ya llegaba hasta el terraplén del Ferrocarril del Estado (hoy Línea Belgrano Norte), sin embargo, ese límite se extendió nuevamente al inaugurarse la Avenida Intendente Güiraldes, continuación natural de la Avenida Costanera Rafael Obligado. Este lugar pronto se convirtió en un paseo popular, cuyas veredas, amplias y arboladas, fueron aprovechadas por los comerciantes para instalar parrillas de choripanes y otros sándwiches los fines de semana: surgieron los famosos «carritos de la costanera», que décadas después se transformaron en uno de los paseos gastronómicos más populares de la ciudad.
Por aquellos años también surgió en el barrio una villa de emergencia formada por familias provincianas y de países limítrofes. Durante la presidencia de Juan Domingo Perón se desarrolló un ambicioso proyecto para construir un conjunto habitacional con edificios aterrazados que brindaría vivienda para 50 000 personas, conectando a su vez la ciudad con el Río de la Plata, según se anunciaba. La idea que esta plasmada en el Proyecto Bajo Belgrano fue finalmente abandonada, sin embargo el peronismo dejó allí otras importantes obras.
En 1947 se inauguró el Balneario Municipal «Parque Norte», un balneario público de acceso libre para la recreación y la natación junto al río, que incluía una laguna artificial. Poco después, la Fundación Eva Perón levantó cerca de allí, la Ciudad Infantil «Amanda Allen» (1949) y la Ciudad Estudiantil «Presidente Perón» (1951).
La Ciudad Infantil servía para albergar a niños cuyos padres atravesaban grandes dificultades y no podían dedicarse a su crianza. Este centro estaba delimitado por las calles Echeverría, Húsares, Juramento y Ramsay. Allí se reproducía una pintoresca ciudad en miniatura, adonde se desarrollaban actividades que vinculaban a los niños con los deberes cívicos.
Mientras tanto, la Ciudad Estudiantil ocupaba un predio de cuatro manzanas entre las calles Echeverría, Ramsay, Dragones y Blanco Encalada. Además de funcionar como un hogar-escuela para adolescentes de bajos recursos económicos, tenía como objetivo preparar a los jóvenes como futuros líderes políticos. Dentro de ese conjunto se destacaba el denominado «Pabellón Presidencial», donde se reproducían a escala el «Salón Blanco», el «Salón de Acuerdos» y el despacho presidencial que existían en la Casa Rosada. La idea era que los jóvenes que se destacaran en sus estudios, asumieran las funciones de presidente, vicepresidente y ministros (dentro de la Ciudad), de acuerdo a la jerarquía de sus notas.
Tanto la Ciudad Infantil como la Estudiantil fueron en su momento instituciones modelo. Sus edificios, de gran calidad constructiva, mantuvieron un estilo neocolonial californiano, característico de la época peronista. Allí se levantaron dormitorios, comedores, salones de estudio y bibliotecas, además de instalaciones deportivas, como gimnasios, un gran estadio y una monumental pileta de natación. Toda esa estructura se basó en el Método Montessori, creado por la educadora, médica y filósofa italiana María Montessori.
Tras el golpe militar que derrocó a Perón en 1955, el emprendimiento fue desmantelado. La Ciudad Infantil se convirtió en un Jardín de Infantes normal, abandonando su función inicial de albergue para niños de familias necesitadas. Gran parte de sus edificios en miniatura fueron demolidos en la década siguiente para construir estacionamientos u otras dependencias. Con respecto a la Ciudad Estudiantil, la misma fue desalojada por la Revolución Libertadora y el predio funcionó durante algún tiempo como centro de detención para los funcionarios del Gobierno que acababa de ser derrocado, aunque poco después fue reconvertido en el Instituto Nacional de Rehabilitación (hoy Servicio Nacional de Rehabilitación y Promoción de la Persona con Discapacidad), destinado a atender trastornos del aparato locomotor y enfermedades neurológicas. Este importante centro se creó tras la necesidad de socorrer a mucho niños, adolescentes y adultos afectados por la gran epidemia de poliomielitis que asolo al país en 1956.

### Años 60 hasta la actualidad

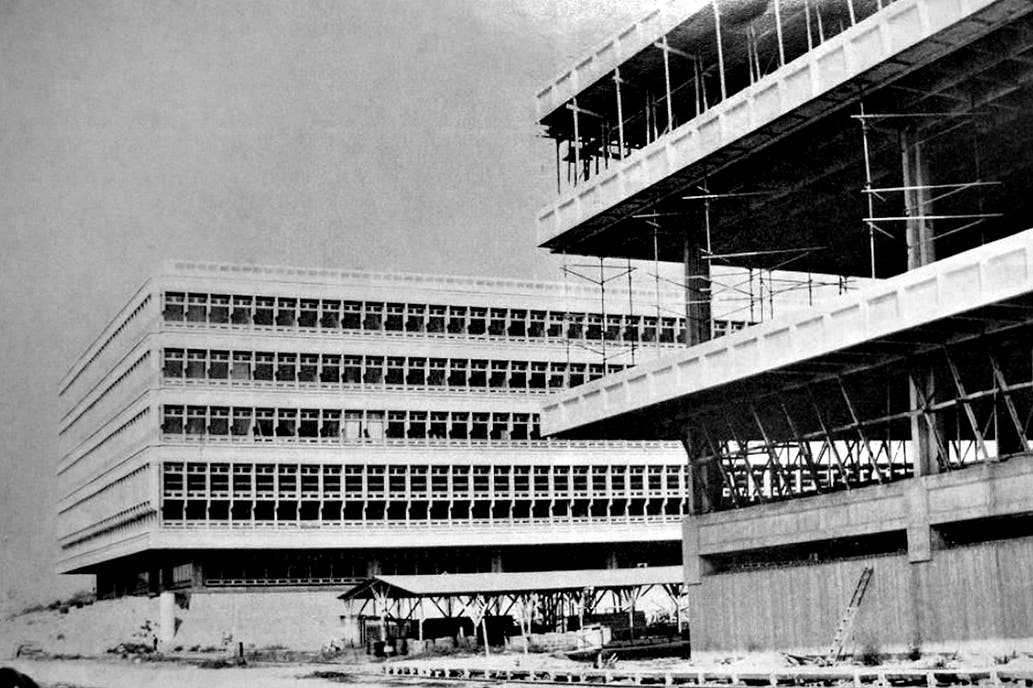
La Ciudad Universitaria en 1969. A la derecha, el Pabellón III en construcción. A la izquierda, el Pabellón II ya habilitado.

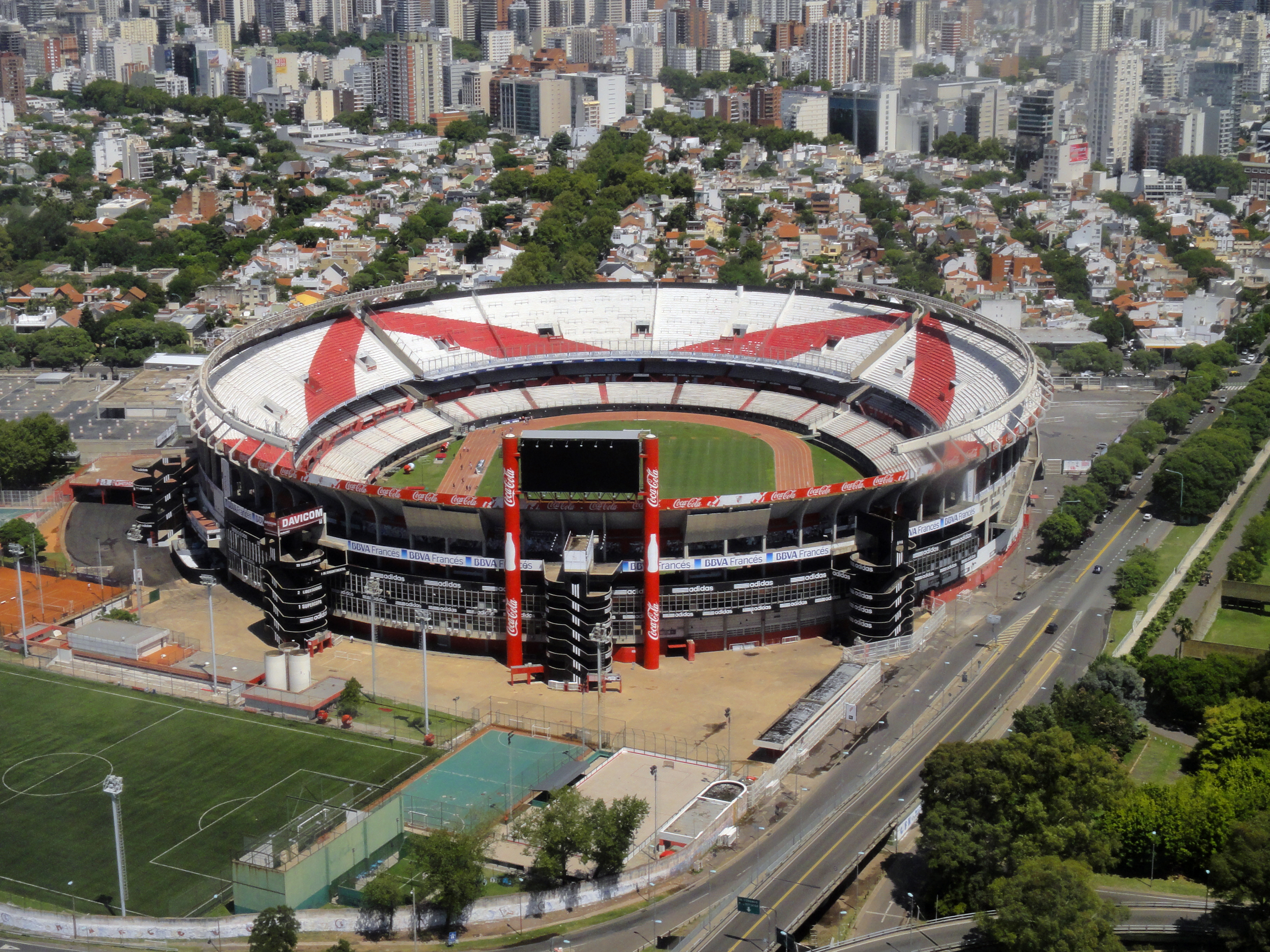
Vista del Estadio Monumental, en el Barrio River del Bajo Belgrano.

Poco a poco el Bajo Belgrano siguió alejándose del Río de la Plata: en agosto de 1958, el rector de la UBA, Risieri Frondizi, consiguió la firma de un decreto del Poder Ejecutivo que cedió a la Universidad la posibilidad de rellenar y ocupar terrenos sobre la costa del río a la altura del barrio de Belgrano, para construir allí una Ciudad Universitaria. Esta ubicación ya se venía proponiendo desde 1938 (Plan de Le Corbusier para Buenos Aires).
El proyecto original (1959) y la dirección de la obra estuvo a cargo de un equipo de la Facultad de Arquitectura y Urbanismo (FAU) de la misma Universidad de Buenos Aires. Sin embargo, de este plan original sólo se construyeron los dos primeros edificios (Pabellón I y Pabellón de Industrias), ya que pronto surgieron discrepancias entre los arquitectos y la Facultad de Ciencias Exactas y Naturales, destinataria de los primeros pabellones a construirse. Finalmente se llamó a un concurso de propuestas y se elaboró un nuevo proyecto, hecho notorio en las diferencias estéticas que poseen los primeros edificios con respecto a los que se llegaron a construir después (Pabellones II y III). A comienzos de los 70 se inició la construcción de los pabellones IV y V, sin embargo los trabajos perdieron impulso y fueron finalmente abandonados. Tampoco llegó a ejecutarse la segunda etapa del proyecto que comprendía una nueva ampliación de los terrenos ganados al río, donde se emplazarían cuatro pabellones más, el Rectorado, la Biblioteca, un Auditorio y seis edificios de vivienda para docentes y empleados.
Mientras tanto, a fines de los años 60 se iniciaron los planes para comenzar a erradicar la villa miseria del Bajo Belgrano. Para ello, la Comisión Municipal de la Vivienda (CMV), diseñó el Conjunto Pampa, entre las calles Húsares, Cazadores, Sucre y Pampa, el cual comenzó a construirse en 1969 y fue parcialmente inaugurado en 1970, aunque finalmente quedó inconcluso.
El Conjunto Pampa no solo albergaría a los habitantes de la villa, sino que también serviría para reubicar a los vecinos cuyas propiedades serían demolidas para ensanchar la Avenida del Libertador entre las calles La Pampa y Monroe. Esta importante obra vial incluyó también la construcción del túnel bajo las vías del Ferrocarril Mitre. Ya en 1968, una comisión había censado la zona para establecer la cantidad de habitantes, su composición familiar y su poder adquisitivo. Una de las propiedades más afectadas fue el Instituto Santa Ana, aún dirigido por su fundadora, María Josefa Coccia. A cambio de una indemnización monetaria, el ensanche de la avenida destruyó el 60 por ciento del edificio y parte de su jardín.
Para mediados de los años 70 la villa del Bajo Belgrano, como casi todas las otras villas de la Capital Federal, aún seguía intacta a pesar de los importantes planes de vivienda social realizados hasta entonces. Cuando Osvaldo Cacciatore asumió la gestión municipal en 1976 estableció como una de sus prioridades la erradicación de todos los asentamientos precarios de la ciudad. Obviamente, ante la inminencia del Mundial 78, la Intendencia priorizó el desalojo de aquellos predios cercanos al estadio de River Plate y de las zonas de mayor poder adquisitivo dentro de la Capital, las que menos toleraban la presencia de estos asentamientos.
El primer operativo de erradicación fue el que involucró a la villa del Bajo Belgrano, el cual comenzó a fines de 1977. Esa villa, que ocupaba once manzanas y poseía gran cantidad de comercios internos, cumplía con todos los requisitos para su quita inmediata: estaba en una zona privilegiada de la Capital, próxima a los Parque 3 de Febrero, con sus lagos y parques, y sobre todo, estaba cerca del gran estadio mundialista.
El 11 de marzo de 1978, la CMV barrió con las primeras manzanas, demoliendo 295 viviendas, varias de ellas de dos pisos. En poco más de 60 días, la tarea de erradicación había terminado.  En esta ocasión, las familias que habitaban en la villa fueron reubicadas en barrios como Villa Soldati y Florencio Varela, este último en la Provincia de Buenos Aires. La erradicación de la villa del Bajo Belgrano se produjo exitosamente.
Los predios resultantes de la eliminación de la villa de emergencia fueron posteriormente vendidos. Su erradicación brindó otro impulso a toda la barriada que comenzó a experimentar paulatinamente un cambio comenzando a ser habitada por sectores sociales de los estratos medio-altos y altos porteños.
A partir del siglo XXI se estrenaron edificios y torres de gran categoría que recategorizaron la zona. Esta nueva arquitectura sigue su construcción y convive aún con las antiguas casas, casi centenarias. En la actualidad el Bajo Belgrano se denomina indistintamente Belgrano Chico, tal vez como una forma de aproximarse a su coqueto vecino, Palermo Chico.

### Historia deportiva
El Bajo Belgrano tiene una amplia historia deportiva. Estuvo a principios del siglo XX asociado a los deportes náuticos, donde fue practicado el yachting y uno de sus más apasionados cultores fue Eduardo Newbery, hermano de Jorge Newbery, al fútbol, desde que se afincó en 1911 el Club Atlético Excursionistas y en 1934 el Club Atlético River Plate, al turf, ya que desde mediados del siglo XIX contó con un Hipódromo, el Hipódromo Nacional llamado también Hipódromo de Belgrano, en lo que hoy es el Barrio River (ocupaba inclusive el solar donde hoy se afinca el Club Atlético River Plate); si bien este Hipódromo fue cerrado a principios del siglo XX, la cercanía del Hipódromo de Palermo hizo que el barrio contara igualmente con gran cantidad de studs que hacia fines del siglo XX fueron desapareciendo para en la actualidad no quedar ninguno, ya que el último y que paradójicamente había sido el primero en construirse, el Stud "Don Santiago" ubicado en la calle La Pampa entre Migueletes y Miñones, fue demolido en 2007 para dar lugar a un edificio de gran categoría. Cabe mencionarse que el único stud (como construcción) que ha sobrevivido a las incesantes demoliciones provocadas por el irrefrenable crecimiento inmobiliario de la zona, se encuentra ubicado en la calle Miñones, entre las calles Echeverría y Juramento, a mano derecha, aunque hace décadas que no funciona como stud, al contrario que "Don Santiago", en el que funcionó como tal hasta el día de su cierre y posterior demolición.

### Música
El Tango Bajo Belgrano, con letra de Francisco García Jiménez y música de Anselmo Aieta
"Bajo Belgrano, como es de sana
tu brisa pampa de juventud,
que trae silbidos, canción y risa
desde los patios de los studs.",
la canción de Luis Alberto Spinetta Canción de Bajo Belgrano y la primera canción del disco Bohemio de Andrés Calamaro "Belgrano" están dedicadas a esta parte del barrio.